# Herman Damveld
Herman Damveld is een Groningse energiedeskundige en publicist.
Herman Damveld is afgestudeerd in econometrie en wetenschapsfilosofie in Groningen, maar raakte omstreeks 1976 geïnteresseerd in energievraagstukken. Hij sloot zich aan bij verscheidene organisaties die zich met kernenergie bezighielden. Hij was onder meer adviseur van de Stichting Natuur en Milieufederatie Groningen samen met onder anderen Joop Boer en Klarissa Nienhuys. Hij speelde tevens een belangrijke rol in het verzet tegen opslag van radioactief afval in zoutkoepels in Groningen en Drenthe. Vanuit deze belangstelling ontwikkelde hij zich tot energie-expert. Hij schreef talloze boeken en rapporten  en daarnaast honderden artikelen in vak-, week- en dagbladenover energie en later ook over de aardbevingen, aardgaswinning en CO2-opslag in Groningen. Begin 2020 verscheen zijn boek "Gaswinning Groningen, een bewogen geschiedenis" bij uitgeverij Profiel te Bedum. 
Hij zit in de raad van toezicht van Co2ntramine, Platform rond de diepe ondergrond en de energie van Noord-Nederland.
Damveld was in de jaren 80 adviseur van PvdA-Kamerlid Kees Zijlstra. In 2017 schreef hij op verzoek van de Socialistische Partij een boek over de aardbevingen.
Damveld probeert zijn idealen voor een duurzame wereld ook in zijn eigen leven toe te passen, bijvoorbeeld door geen vlees te eten en zoveel mogelijk zijn eigen energie op te wekken.